# Renegades (album de Rage Against the Machine)
Pour les articles homonymes, voir Renegades.
Albums de Rage Against the Machine
The Battle of Los Angeles Live at the Grand Olympic Auditorium
Renegades est le quatrième album de Rage Against the Machine. Classée #14 aux US Billboard Peak, album « platinum » pour les ventes aux États-Unis, cette œuvre n'est constituée que de reprises d'autres groupes tels que Minor Threat, MC5, les Rolling Stones, Cypress Hill et Devo. Il sortit en 2000, au moment où Zack annonça qu'il quittait le groupe.
Le titre Renegades of Funk est nommé au Grammy Awards pour la « Best Hard Rock Performance » en 2002.
La pochette du disque est inspirée par la statue Love de Robert Indiana.

## Liste des titres
Le compositeur de chaque titre est précisé entre parenthèses.
| No  | Titre | Durée |
| --- | --- | ----- |
| 1.  | Microphone Fiend (Eric B & Rakim)                                                                            | 5:02  |
| 2.  | Pistol Grip Pump (Volume 10)                                                                                 | 3:18  |
| 3.  | Kick Out the Jams (MC5)                                                                                      | 3:11  |
| 4.  | Renegades of Funk (Afrika Bambaataa)                                                                         | 4:35  |
| 5.  | Beautiful World (Devo)                                                                                       | 2:35  |
| 6.  | I'm Housin' (EPMD)                                                                                           | 4:56  |
| 7.  | In my Eyes (Minor Threat)                                                                                    | 2:54  |
| 8.  | How I Could Just Kill a Man (Cypress Hill)                                                                   | 4:08  |
| 9.  | The Ghost of Tom Joad (Bruce Springsteen)                                                                    | 5:38  |
| 10. | Down on the Street (Stooges)                                                                                 | 3:39  |
| 11. | Street Fighting Man (The Rolling Stones)                                                                     | 4:42  |
| 12. | Maggie's Farm (Bob Dylan)                                                                                    | 6:54  |
| 13. | Kick Out the Jams (Live at the Grand Olympic Auditorium) (MC5)                                               | 4:31  |
| 14. | How I Could Just Kill a Man (Live at the Grand Olympic Auditorium featuring Sen Dog & B-Real) (Cypress Hill) | 5:13  |

## Membres du groupe
- Zack de la Rocha – Chant
- Tom Morello – Guitare
- Tim Commerford – Basse
- Brad Wilk – Batterie

## Singles
- Renegades of Funk – 2000
- How I Could Just Kill a Man – 2001

## Charts

### Album
| Année | Chart               | Position |
| ----- | ------------------- | -------- |
| 2000  | The Billboard 200   | #14      |
| 2000  | Top Canadian Albums | #13      |
| 2000  | Top Internet Albums | #14      |

### Singles
| Année | Single                      | Chart                  | Position |
| ----- | --------------------------- | ---------------------- | -------- |
| 2000  | Renegades of Funk           | Modern Rock Tracks     | #9       |
| 2000  | Renegades of Funk           | Mainstream Rock Tracks | #19      |
| 2001  | How I Could Just Kill a Man | Modern Rock Tracks     | #37      |
| 2001  | How I Could Just Kill a Man | Mainstream Rock Tracks | #39      |